# Räkabo-Fisktjärnen
Räkabo-Fisktjärnen är en sjö i Ovanåkers kommun i Hälsingland och ingår i Ljusnans huvudavrinningsområde. Sjön har en area på 0,2 kvadratkilometer och ligger 294,1 meter över havet.

## Delavrinningsområde
Räkabo-Fisktjärnen ingår i det delavrinningsområde (681867-148857) som SMHI kallar för Utloppet av Räken. Medelhöjden är 299 meter över havet och ytan är 14,8 kvadratkilometer. Det finns ett avrinningsområde uppströms, och räknas det in blir den ackumulerade arean 28,39 kvadratkilometer. Ullångsån (Kyaån) som avvattnar avrinningsområdet har biflödesordning 3, vilket innebär att vattnet flödar genom totalt 3 vattendrag innan det når havet efter 109 kilometer. Avrinningsområdet består mestadels av skog (75 procent). Avrinningsområdet har 1,69 kvadratkilometer vattenytor vilket ger det en sjöprocent på 11,4 procent.